# ميخائيل سفارد
ميخائيل سفارد (بالعبرية: מיכאל ספרד‏) (مواليد 1972)، هو محام وناشط سياسي متخصص في القانون الدولي لحقوق الإنسان وقوانين الحرب.
عمل مستشارًا في قضايا مختلفة في هذه المجالات في إسرائيل.
مثل سفارد مجموعة متنوعة من المنظمات والحركات والنشطاء الإسرائيليين والفلسطينيين في مجال حقوق الإنسان والسلام في المحكمة العليا الإسرائيلية.  

## الحياة والعمل
ولد مايكل سفارد عام 1972 في مجمع سكني شعبي في رحوف برازيل في حي كريات هايوفيل في مدينة القدس. 
سفارد هو حفيد لناجين من محرقة الهولوكوست. طُرد والديه من بولندا لتورطهما في انتفاضات طلاب جامعة وارسو ضد الحكومة الشيوعية في عام 1968.    وعندما بلغ الخامسة من عمره، انتقلت عائلته إلى مبنى سكني في معلوت دافنا، الذي كان مقرا للعديد من الصحفيين.  
حصل على درجة علمية في القانون (ليسانس الحقوق) من الجامعة العبرية في القدس. 